# Mária Béla
Mária Béla, születési és 1945-ig használt nevén Müller Béla (Budapest, Erzsébetváros, 1903. február 15. – Budapest, 1975. augusztus 10.) ideg- és elmegyógyász, költő, műfordító.

## Élete
Müller Ignác (1869–1942) nyomdász és Eiler Antónia gyermekeként született zsidó családban. Középiskolai tanulmányait Újpesten végezte, 1922-ben tett érettségi vizsgát. Az 1920-as évek elején bekapcsolódott a baloldali irodalmi életébe, Kassák Lajos Munka-köréhez tartozott. A numerus clausus miatt nem vették fel magyar egyetemre, ezért külföldön folytatott egyetemi tanulmányokat. 1924-től Olaszországban dolgozott szállítómunkásként, majd a nápolyi egyetem orvostanhallgatója lett. 1930-ban avatták orvosdoktorrá. A Nápolytól nem messze található Nocera Inferiore-ben működött Marco Levi Bianchini professzor elmegyógyintézete, ahol gyakornokként helyezkedett el. Tizenöt évig dolgozott a pszichiátrián, ahol illegális kommunista sejtet is vezetett. 1939-ben a fasiszta kormány kiutasította Olaszországból. Visszatért Magyarországra, ahol azonban diplomáját nem nosztrifikálták, ezért nem kapott állást és végül fizetés nélküli externistaként dolgozott a Pesti Izraelita Hitközség Szabolcs Utcai Kórházában, Richter Hugó idegosztályán. E korszakban írta legtöbb versét. 1939-től bekapcsolódott az illegális kommunista párt tevékenységébe, részt vett a kommunista orvoscsoport megszervezésében és tagja lett a VI. kerületi pártszervezetnek. A második világháború idején megjárta az ukrajnai és a bori büntetőtáborokat. 1944-ben átszökött a jugoszláv partizánokhoz. Szegeden kulturális tevékenységet folytatott, majd visszatért Budapestre. Tudományos közleményei jelentek meg, főleg a skizofrénia témaköréből, az alkoholizmus és az endogén pszichózisok kapcsolatáról. 1957-től 1972-ig igazgató főorvosként vezette az Országos Ideg- és Elmegyógyászati Intézetet.
Tagja volt az Egészségügyi Tudományos Tanács ideg-elme szakmai bizottságának. Tevékenykedett a Magyar Orvostársaságok és Egyesületek Szövetsége (MOTESZ) Ideg-elmeorvosi Társasága vezetőségében. A beteggyógyításban különös fontosságot tulajdonított a rehabilitációs kezelésének. Igazgatása alatt létesült az intézetben, elsőként az országban, rehabilitációs célokat szolgáló nappali szanatóriuma. Elnöke volt a Magyar–Szovjet Társaság II. kerületi szervezetének.
1922-től, de főleg nyugalomba vonulása után cikkei, versei jelentek meg a Magyar Írásban, a Népszavában, a Munkásban, a Korunkban, az Új Időkben, a Kortársban. Több olasz regényt fordított magyarra.
Felesége a losonci születésű Sebestyén Róza (1903–1972) volt, Sebestyén Sándor és Lengyel Franciska lánya, akit 1928. július 19-én Budapesten, a Terézvárosban vett nőül.
A Farkasréti temetőben nyugszik.

## Művei
- Kirobogás (versek, Budapest, 1923)
- Mit páváskodsz előttem? (versek, Budapest, 1928)
- Győzzön az értelem (versek és versfordítások, Budapest, 1944)
- Életed kötelez (versek, Budapest, 1948)
- Ritka varázslat (versek, Budapest, 1971)

Orvosi témájú közleményei
- Az új elmeügyi törvényről (Orvosi Hetilap, 1967, 31)

## Díjai, elismerései
- Szocialista Hazáért érdemrend
- Munka Érdemrend arany fokozata (1963, 1968)
- Kiváló Orvos (1966)